# 밀로시 요이치
밀로시 요이치(세르비아어: Милош Јојић, Miloš Jojić, 1992년 3월 19일, 스타라파조바 ~ )는 세르비아의 축구 선수로, 비르스리가 클럽 리가에서 공격형 미드필더로 활약하고 있다.

## 클럽 경력

### 초기 경력
2012년 1월 24일, 요이치는 밀로시 오스토이치와 함께 파르티잔과 4년짜리 첫 프로 계약을 체결하였다. 그러나, 요이치는 2011-12 시즌 말까지 텔레오프티크로 임대되어 있었다. 텔레오프티크 시절, 그는 60번의 리그 경기에 출전하여 14골을 넣었다.

### 파르티잔
2012년 9월 15일, 요이치는 하이두크 쿨라와의 세르비아 수페르리가 경기에서 파르티잔 소속으로 공식 데뷔전을 치르었다. 2014년 5월 18일, 요이치는 파르티잔의 최대 라이벌과의 경기 90분에 프리킥을 이용해 결승골을 득점하였고, 경기에서의 승리로 팀의 리그 6연패를 확정지었다.

### 도르트문트
2014년 1월 31일, 요이치는 도르트문트와 4년 반의 계약을 체결하였는데, 이적료는 £2M정도로 추정되었다. 2월 15일, 요이치는 아인트라흐트 프랑크푸르트와의 리그 경기에서 교체로 도르트문트 첫 경기에 출전하였다. 교체되어 들어온지 17초 후, 그는 리바운드된 케빈 그로스크로이츠의 슛을 단 한번의 볼터치로 골을 성공시켰고, 점수는 4-0이 되었다. 이는 분데스리가 데뷔 선수가 기록한 역대 최단시간 득점으로 기록되었으며, 데뷔 선수의 세계 최단 시간 득점 기록보다는 4초가 길었다.

## 국가대표팀 경력
요이치는 2011년 UEFA U-19 선수권 대회에서 세르비아 U-19 국가대표팀으로 출전하였고, 그는 터키 U-19 국가대표팀과의 1차전에서 첫 득점을 성공시켰다. 요이치는 2013년 10월 11일, 일본과의 친선 경기에서 성인 국가대표팀으로 데뷔하였고, 같은 경기의 90분에 첫 국가대표팀 득점을 기록하였다.

## 플레이스타일
공격형 미드필더로, 그는 득점 감각을 지니고 있으며, 세트 피스 상황에서 근거리로부터 네트 뒤로 공을 이동시킬 수 있다. 그는 강력한 오른발 슛만 가진 것이 아니다. 그는 팀 동료에게 정확한 패스를 배급하여, 득점 기회를 창출할 수 있다. 또한, 그는 필요한 경우에 수비 가담을 한다.

## 경력 통계

### 클럽
2018년 5월 18일 기준
| 클럽                | 리그                | 시즌      | 리그 | 리그 | 컵   | 컵 | 대륙 | 대륙 | 합계 | 합계 |
| 클럽                | 리그                | 시즌      | 출장 | 골   | 출장 | 골 | 출장 | 골   | 출장 | 골   |
| ------------------- | ------------------- | --------- | ---- | ---- | ---- | -- | ---- | ---- | ---- | ---- |
| 텔레오프티크        | 세르비아 1부 리그   | 2010–11   | 30   | 4    | 2    | 0  | —    | —    | 32   | 4    |
| 텔레오프티크        | 세르비아 1부 리그   | 2011–12   | 30   | 10   | 1    | 1  | —    | —    | 31   | 11   |
| 텔레오프티크        | 세르비아 1부 리그   | 합계      | 60   | 14   | 3    | 1  | —    | —    | 63   | 15   |
| 파르티잔            | 세르비아 수페르리가 | 2012–13   | 20   | 4    | 1    | 0  | 6    | 0    | 27   | 4    |
| 파르티잔            | 세르비아 수페르리가 | 2013–14   | 15   | 6    | 3    | 0  | 5    | 1    | 23   | 7    |
| 파르티잔            | 세르비아 수페르리가 | 합계      | 35   | 10   | 4    | 0  | 11   | 1    | 50   | 11   |
| 보루시아 도르트문트 | 분데스리가          | 2013–14   | 10   | 4    | 2    | 0  | 3    | 0    | 15   | 4    |
| 보루시아 도르트문트 | 분데스리가          | 2014–15   | 10   | 0    | 2    | 0  | 2    | 0    | 14   | 0    |
| 보루시아 도르트문트 | 분데스리가          | 합계      | 20   | 4    | 4    | 0  | 5    | 0    | 29   | 4    |
| 1. FC 쾰른          | 분데스리가          | 2015–16   | 15   | 2    | 2    | 0  | —    | —    | 17   | 2    |
| 1. FC 쾰른          | 분데스리가          | 2016–17   | 19   | 4    | 2    | 0  | —    | —    | 21   | 4    |
| 1. FC 쾰른          | 분데스리가          | 2017–18   | 25   | 2    | 3    | 0  | 6    | 1    | 34   | 3    |
| 1. FC 쾰른          | 분데스리가          | 합계      | 59   | 8    | 7    | 0  | 6    | 1    | 72   | 9    |
| 경력 합계           | 경력 합계           | 경력 합계 | 174  | 36   | 18   | 1  | 22   | 2    | 214  | 39   |

### 국가대표팀
| 세르비아 국가대표팀 | 세르비아 국가대표팀 | 세르비아 국가대표팀 |
| 연도                | 출장                | 골                  |
| ------------------- | ------------------- | ------------------- |
| 2013                | 1                   | 1                   |
| 2014                | 4                   | 0                   |
| 합계                | 5                   | 1                   |

#### 국가대표팀 득점 기록
아래의 점수에서 왼쪽의 점수가 세르비아의 점수이다.
| #  | 날짜             | 경기장                        | 상대 | 점수 | 결과 | 대회     |
| -- | ---------------- | ----------------------------- | ---- | ---- | ---- | -------- |
| 1. | 2013년 10월 11일 | 스타디온 카라조르제, 노비사드 | 일본 | 2–0  | 2–0  | 친선경기 |

## 수상
파르티잔
- 세르비아 수페르리가: 2012–13

도르트문트
- DFL-슈퍼컵: 2014